# Indra Rios-Moore

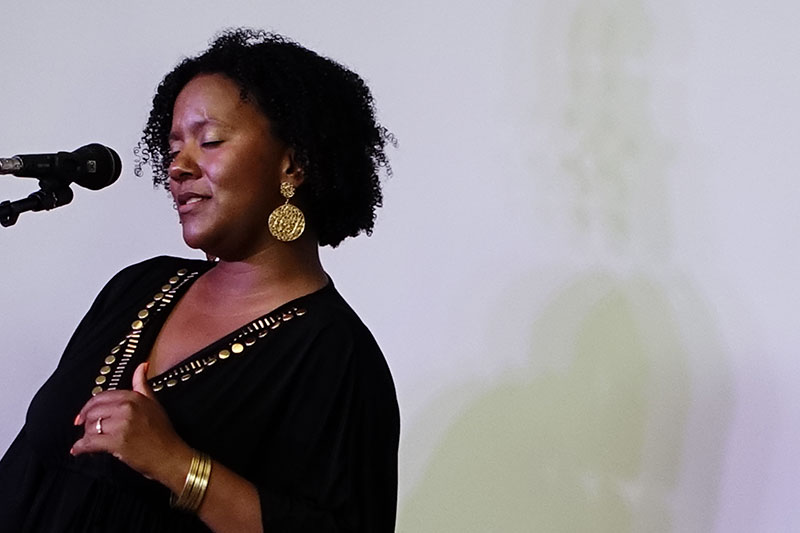
Indra Rios-Moore,
Aarhus Jazz Festival 2015

Indra Rios-Moore (* 1980 in New York) ist eine amerikanische Jazzsängerin.

## Leben und Wirken
Rios-Moore ist die Tochter einer puerto-ricanischen Sozialarbeiterin und des Jazzbassisten Don Moore; sie wurde stark durch die Plattensammlung ihrer (sie alleinerziehenden) Mutter geprägt. Als sie 13 Jahre alt war, erkannte ihre Mutter ihr Gesangstalent und ermunterte sie, sich am Mannes College of Music zu bewerben. Im selben Jahr begann sie dort ein klassisches Gesangsstudium, das sie dann am Smith College fortsetzte.
Dem Jazzmusiker Benjamin Trærup, den sie heiratete, folgte sie nach Dänemark, wo sie 2007 mit diesem und dem Bassisten Thomas Sejthen ein Trio gründete, das in Skandinavien rasch bekannt wurde. Ihr Debütalbum Indra wurde 2010 in der Kategorie „Bestes Jazzvokalalbum“ für einen Danish Music Award nominiert. Für ihr zweites Album In Between erhielt Rios-Moore dann diesen Preis. Das dritte Album, Heartland, entstand mit Hilfe des Produzenten Larry Klein 2013; die daraus ausgekoppelte Single Little Black Train war die Nummer 1 der iTunes Jazz Charts in Deutschland, Frankreich und Dänemark. 2016 gewann sie mit ihrer Band den BMW Welt Jazz Award.